# 达达尔站
达达尔站（英語：Dadar）是一个位于印度孟买达达尔片区的铁路车站，车站位于图尔西派普路（英語：Tulsi Pipe Rd）东侧、拉卡姆西那普路（英語：Lakhamsi Nappu Road）西侧。
该站为印度铁路中部铁路区和西部铁路区共管车站，中部铁路区的车站称为“达达尔中部”（英語：Dadar Central），车站代码为DR，西部铁路区的车站为“达达尔西部”（英語：Dadar Western），车站代码为DDR。车站为孟买市郊铁路中央线和西线的站点，同时也有印度铁路长途列车停靠。

## 结构
达达尔站设有15个站台，其中7个为西部铁路区的站台，位于西侧，其中2个为市郊铁路慢车站台，3个为快车站台，2个用于市郊列车和长途列车始发，长途始发站台位置偏北，又被称为“达达尔中城总站”（英語：Dadar Midtown Terminus）。
其余8个站台为中部铁路区站台，位于东侧，其中3个在市郊铁路慢车轨道上，同时为中慢速列车始发站台，3个站台在快车轨道上，同时为中快速列车始发站台，其余2个为长途列车站台，又称为“达达尔中部总站”（英語：Dadar Central Terminus）或“达达尔总站”（英語：Dadar Terminus）。
车站通过人行天桥与铁路两侧街区相连。
| 西                                                                                  | 西侧出入口、出租车、公交车站                                                | 西侧出入口、出租车、公交车站       |
| 西部铁路区车站                                                                      | 1号站台（西线慢车下行站台，侧式站台）                                       |                                    |
| 西部铁路区车站                                                                      | 西线慢车下行轨道（往博里瓦利站、维拉站）→                                   |                                    |
| 西部铁路区车站                                                                      | ←西线慢车上行轨道（往教堂门站）                                             |                                    |
| 西部铁路区车站                                                                      | 2号站台（西线慢车上行站台，岛式站台） 3号站台（西线快车下行站台，岛式站台） |                                    |
| 西部铁路区车站                                                                      |                                                                             |                                    |
| 西部铁路区车站                                                                      | 西线快车下行轨道（往博里瓦利站、维拉站）→                                   |                                    |
| 西部铁路区车站                                                                      | ←西线快车上行轨道（往教堂门站）                                             |                                    |
| 西部铁路区车站                                                                      | 4号站台（西线快车上行站台，岛式站台）                                       |                                    |
| 西部铁路区车站                                                                      | 西线下行轨道（往孟买中央站、博里瓦利站）→                                   |                                    |
| 西部铁路区车站                                                                      | 5号站台（始发上行市郊列车、长途列车站台，岛式站台）                         |                                    |
| 西部铁路区车站                                                                      | 6号站台（始发长途列车站台，港湾式站台）                                     |                                    |
| 西部铁路区车站                                                                      | 下行到发线（往孟买中央站、博里瓦利站）→                                     |                                    |
| 西部铁路区车站                                                                      | 7号站台（始发长途列车站台，港湾式站台）                                     |                                    |
|                                                                                     |                                                                             | 中部出入口及高架车道，连接提拉克桥 |
| 中部铁路区车站                                                                      |                                                                             |                                    |
| 中央线慢车下行轨道（往卡良交汇站）→                                                 |                                                                             |                                    |
| 1号站台（中央线慢车下行站台，岛式站台） 2号站台（中央线慢车下行始发站台，岛式站台） |                                                                             |                                    |
| 中央线慢车下行到发线（往卡良交汇站）→                                               |                                                                             |                                    |
| ←中央线慢车上行轨道（往孟买CST）                                                    |                                                                             |                                    |
| 3号站台（中央线慢车上行站台，岛式站台） 4号站台（中央线快车下行站台，岛式站台）     |                                                                             |                                    |
| 中央线快车下行到发线（往卡良交汇站）→                                               |                                                                             |                                    |
| 5号站台（中央线快车下行站台，岛式站台）                                             |                                                                             |                                    |
| 中央线快车下行轨道（往卡良交汇站）→                                                 |                                                                             |                                    |
| ←中央线快车上行轨道（往孟买CST）                                                    |                                                                             |                                    |
| 6号站台（中央线快车上行站台，岛式站台）                                             |                                                                             |                                    |
| 东侧出入口、出租车、公交车站                                                        | 长途列车到发线（往卡良交汇站）→                                             |                                    |
| 东侧出入口、出租车、公交车站                                                        | 7号站台（长途列车始发站台，岛式站台） 8号站台（长途列车始发站台，岛式站台） |                                    |
| 东侧出入口、出租车、公交车站                                                        | 东                                                                          | 长途列车到发线（往卡良交汇站）→    |

- 西线一侧的入口
- 中央线一侧的入口
- 中央线一侧的站台名牌

- 中央线一侧的车站名牌
- 西线一侧的站台
- 中央线一侧的“达达尔总站”标识

两侧车站均设有扶手电梯以方便换乘，西部铁路区一侧的扶手电梯于2013年11月1日启用，中部铁路区一侧的扶手电梯于2018年1月21日启用。
- 西部铁路区一侧的扶手电梯
- 中部铁路区一侧的扶手电梯

## 运营
达达尔站是孟买市郊铁路网络中最繁忙的车站，日均211888名乘客从该站出发，日均客票收入达1059440卢比。
达达尔站西部铁路区侧共有15班长途列车始发终到，中部铁路区侧有106班长途列车始发终到。
- 达达尔-阿杰梅尔超级特快（英语：Dadar–Ajmer Superfast Express）停靠在“达达尔中城总站”
- 达达尔-马尔加奥扬·沙塔地快车（英语：Dadar–Madgaon Jan Shatabdi Express）停靠在“达达尔总站”

## 历史
达达尔站在1868年启用，成为连接中部铁路和西部铁路的站点。1968年，中部铁路区侧建成“中部总站”（英語：Central Terminus）。
1971年印巴战争期间，车站设置了爪哇餐厅服务印军士兵。
2009年，西部铁路区侧的“中城总站”启用，以容纳更多市郊列车并长途列车，以舒缓客流压力，而在西侧连接提拉克桥的高架道路则在2014年启用，以方便出租车和其他车辆前往车站，该桥耗资3亿卢比。
2012年10月，中部铁路区宣布将在今后5-6年间取消达达尔站（中部铁路区侧）到发的所有长途列车，并将洛克马尼亚·提拉克终点站（孟买LTT站）的站台扩充，将长途列车转移至孟买LTT站。